# Дожа Кет
Амала Ратна Зандил Дламини (енгл. Amala Ratna Zandile Dlamini; Лос Анђелес, 21. октобар 1995), позната као Doja Cat (транскр.  Дожа Кет), америчка је реперка, певачица и текстописац. Рођена је и одрасла у Лос Анђелесу. Године 2018. истакла се и прославила својим синглом Мооо!, који је постао веома популаран.

## Детињство и младост
Долази из уметничке породице. Њен отац Думисани Дламини је јужноафрички глумац, композитор и филмски продуцент најпознатији по филму Sarafina!. Њена мајка јеврејско-америчког порекла, Дебора Елизабет Савиер је сликарка. Учила је да свира клавир и плесала је као дете и тинејџер. Њен брат је често реповао, што ју је мотивисало да усаврши своје вештине реповања и писања текстова. Напомиње се да су њену инспирацију представљали Ерика Баду, Фарел, Џамироквај, ПартиНекстДор и Дрејк.

## Каријера
Дожа Кет објавила је свој дебитантски сингл "So High" на стриминг платформи SoundCloud 2013. године, а у марту 2014. године је потписала уговор са РЦА Рецордсом. Почела је да сарађује са другим уметницима, као што су Елифант, Хелбој, Скули Ескобар, Прегнант Бој. Након тога Дожа је такође издала више песама које је сама продуцирала и написала на свом саундклауд налогу.
Фебруара 2018. године издала је сингл "Roll with Us", који је назван дебитантским синглом са њеног дебитантског студијског албума. У марту 2018. године објавила је други сингл са свог предстојећег албума „Go to Town“, уз пратећи музички видео објављен истог дана на њеном Јутјуб каналу. 30. марта 2018. године објављен је први целометражни дебитантски студијски албум Амала.
У августу 2018. Дожа Кет објавила је песму под називом "Мооо!". Песма је брзо постала вирални музички видео. Видео је привукао пажњу и похвале популарних уметника попут Кејти Пери и Крис Брауна.

## Дискографија
- (2018)
- (2019)
- (2021)
- (2023)
- (2025)

### Музички спотови
| Спот               | Година | Режисер                      |
| ------------------ | ------ | ---------------------------- |
| So High            | 2014   | Џеси Салто,Дожа Кет          |
| Go To Town         | 2018   | Jabari Jacobs                |
| Mooo!              | 2018   | Амала Дламини                |
| Tia Tamera         | 2019   | Роксана Балдовин             |
| Juicy              | 2019   | Џек Бегерт                   |
| Bottom Bitch       | 2019   | Џек Бегерт                   |
| Rules              | 2019   | Кристијан Сатон              |
| Make That Cake     | 2019   | Крис Морено                  |
| Cyber Sex          | 2019   | Џек Бегерт                   |
| Boss Bitch         | 2020   | Џек Бегерт                   |
| Say So             | 2020   | Хана Лукс Дејвис             |
| Pussy Talk         | 2020   | Дапс                         |
| Like That          | 2020   | Данијел Иглесијас            |
| Del Mar            | 2020   | Нуно Гомес                   |
| Baby, I'm Jealous  | 2020   | Хана Лукс Дејвис             |
| Best Friend        | 2021   | Дејв Мејерс                  |
| 34+35 Remix        | 2021   | Стефан Кохли                 |
| Streets            | 2021   | Кристијан Бреслауер          |
| Kiss Me More       | 2021   | Варен Фу                     |
| Need To Know       | 2021   | Miles Cable/AJ Favicchio     |
| You Right          | 2021   | Quentin Deronzier            |
| Woman              | 2021   | Child                        |
| Handstand          | 2021   | Едгар Естевес,Џон Примо      |
| Get Into It (Yuh)  | 2022   | Мајк Дива                    |
| Freaky Deaky       | 2022   | Кристијан Бреслауер          |
| Vegas              | 2022   |                              |
| Attention          | 2023   | Тану Муино                   |
| Paint The Town Red | 2023   | Дожа Кет,Nina McNeely        |
| Demons             | 2023   | Кристијан Бреслауер,Дожа Кет |
| Agora Hills        | 2023   | Хана Лукс Дејвис,Дожа Кет    |